# Andrés Desábato
Andrés Alberto Desábato (Murphy, 30 marzo 1990) è un calciatore argentino, portiere del Platense.

## Biografia
È il fratello gemello di Leandro Luis e il cugino di Leandro Desábato, a loro volta calciatori.

## Statistiche

### Presenze e reti nei club
Statistiche aggiornate al 2 giugno 2025.
| Stagione        | Squadra          | Campionato      | Campionato | Campionato | Coppe nazionali | Coppe nazionali | Coppe nazionali | Coppe continentali | Coppe continentali | Coppe continentali | Altre coppe | Altre coppe | Altre coppe | Totale | Totale | Totale |
| Stagione        | Squadra          | Comp            | Pres       | Reti       | Comp            | Pres            | Reti            | Comp               | Pres               | Reti               | Comp        | Pres        | Reti        | Pres   | Reti   |        |
| --------------- | ---------------- | --------------- | ---------- | ---------- | --------------- | --------------- | --------------- | ------------------ | ------------------ | ------------------ | ----------- | ----------- | ----------- | ------ | ------ | ------ |
| 2014            | Platense         | PB              | 8          | -7         | CA              | 0               | 0               |                    | -                  | -                  |             | -           | -           | 8      | -7     |        |
| 2015            | Platense         | PB              | 16         | -14        | CA              | 0               | 0               |                    | -                  | -                  |             | -           | -           | 16     | -14    |        |
| 2016            | Platense         | PB              | 3          | -4         | CA              | 0               | 0               |                    | -                  | -                  |             | -           | -           | 3      | -4     |        |
| 2016-2017       | Platense         | PB              | 4          | -4         | CA              | 0               | 0               |                    | -                  | -                  |             | -           | -           | 4      | -4     |        |
| 2017-2018       | Platense         | PB              | 0          | 0          | CA              | 0               | 0               |                    | -                  | -                  |             | -           | -           | 0      | 0      |        |
| 2018-2019       | Platense         | PBN             | 0          | 0          | CA              | 0               | 0               |                    | -                  | -                  |             | -           | -           | 0      | 0      |        |
| 2020            | Platense         | PBN             | 0          | 0          | CA              | 0               | 0               |                    | -                  | -                  |             | -           | -           | 0      | 0      |        |
| 2021            | Platense         | PD              | 0          | 0          | CdL             | 0               | 0               |                    | -                  | -                  |             | -           | -           | 0      | 0      |        |
| 2022            | All Boys         | PBN             | 34+1       | -31 + -2   | CA              | 0               | 0               |                    | -                  | -                  |             | -           | -           | 35     | -33    |        |
| 2023            | Barracas Central | PD              | 24         | -24        | CA+CdL          | 2+11            | -2 + -13        |                    | -                  | -                  |             | -           | -           | 37     | -39    |        |
| gen.-lug. 2024  | Bolívar          | PD              | 3+1        | -5 + -1    | CdL             | 0               | 0               | CL                 | 0                  | 0                  | -           | -           | -           | 4      | -6     |        |
| lug.-dic. 2024  | Platense         | PD              | 0          | 0          | CA+CdL          | -               | -               |                    | -                  | -                  |             | -           | -           | 0      | 0      |        |
| 2025            | Platense         | PD              | 0          | 0          | CA              | 0               | 0               |                    | -                  | -                  |             | -           | -           | 0      | 0      |        |
| Totale Platense | Totale Platense  | Totale Platense | 31         | -29        |                 | 0               | 0               |                    | -                  | -                  |             | -           | -           | 31     | -29    |        |
| Totale carriera | Totale carriera  | Totale carriera | 92+2       | -89 + -3   |                 | 13              | -15             |                    | -                  | -                  |             | -           | -           | 107    | -107   |        |

## Palmarès

### Club

#### Competizioni nazionali
- Campionato argentino: 1

Platense: Apertura 2025
- Primera B Metropolitana: 1

Platense: 2017-2018